# مورای رینی
مورای رینی (به انگلیسی: Murray Rane) (۱۴ اکتبر ۱۸۸۵–۳ مارس ۱۹۶۶) مهندس مکانیک آمریکایی متولد کرلتن، کنتاکی بود. وی توسعه دهنده یک کاتالیزور بر پایه نیکل بود که به نام نیکل رینی معروف شد. این کاتالیزور اغلب در فرایندهای صنعتی و تحقیقات علمی برای هیدروژنه کردن پیوندهای کووالانسی چندگانه موجود در مولکولها استفاده می‌شود.